# Sebastian Loscher
Sebastian Loscher (* 1482/1483 Augsburg – 1551 tamtéž) byl německý sochař a architekt.

## Život a dílo
Byl synem augsburského městského stavitele Konrada Loschera a jeho manželky Anny. Od roku 1497 se učil 4–6 let u augsburského sochaře Lienharta I. Stromaira. Po vyučení podnikl cestu do Švábska, Horního Porýní a Rakouska. Podle Smarta navštívil Itálii a patrně strávil nějaký čas ve Florencii.
Roku 1510 pobýval u malíře Hanse Burgkmaira a je možné, že obě rodiny byly spřízněny. Hans Burgkmair ho pravděpodobně portrétoval roku 1507 (Porträt eines Architekten). Roku 1510 si u Lochnera objednala stavbu rodinné kaple významná rodina Fuggerů, obchodníků a bankéřů v Augsburgu, v tamním karmelitánském klášteře (nyní kostel sv. Anny). Kaple byla první renesanční svatyní v Německu.
V letech 1512–1514 dostal zakázku na tři mramorové sochy pro Weberhaus a kostely sv. Ulricha a sv. Anny a dále na mramorové sloupy pro budovu radnice. Spolupracoval zřejmě s augsburským sochařem Jakobem Murmannem a mnichovským kameníkem Lienhartem Zwerchfeldem. Do roku 1524 měl vlastní sochařskou dílnu v Augsburgu, po tomto datu je uváděn jako vinař.

### Dochovaná díla
- Fuggerova kaple, kostel sv. Anny, Augsburg, 1510–1518
- Putti z balustrády Fuggerovy kaple, Kunsthistorisches Museum, Vídeň
- Socha rytíře na rybím trhu v Augsburgu, 1510 (podle návrhu Hanse Burgkmaira)
- St. Alexius, 1513, Maximilianmuseum Augsburg
- Imhoffscher Rosenkranzaltar, 1521/22, St. Rochus, Nürnberg
- Oplakávání Krista, kolem 1520/25, Bayerisches Nationalmuseum in München
- Alegorie obchodníka Jakoba Fuggera, reliéf, c. 1525, Bode-Museum Berlin
- Alegorie pozemské a božské spravedlnosti, reliéf, zimostráz, 1536, Bode-Museum Berlin
- Fortuna, kolem 1530/40, Mus. f. Kunst u. Gewerbe, Hamburg
- Náhrobek Ursula Aquila († 1547), katedrála Regensburg

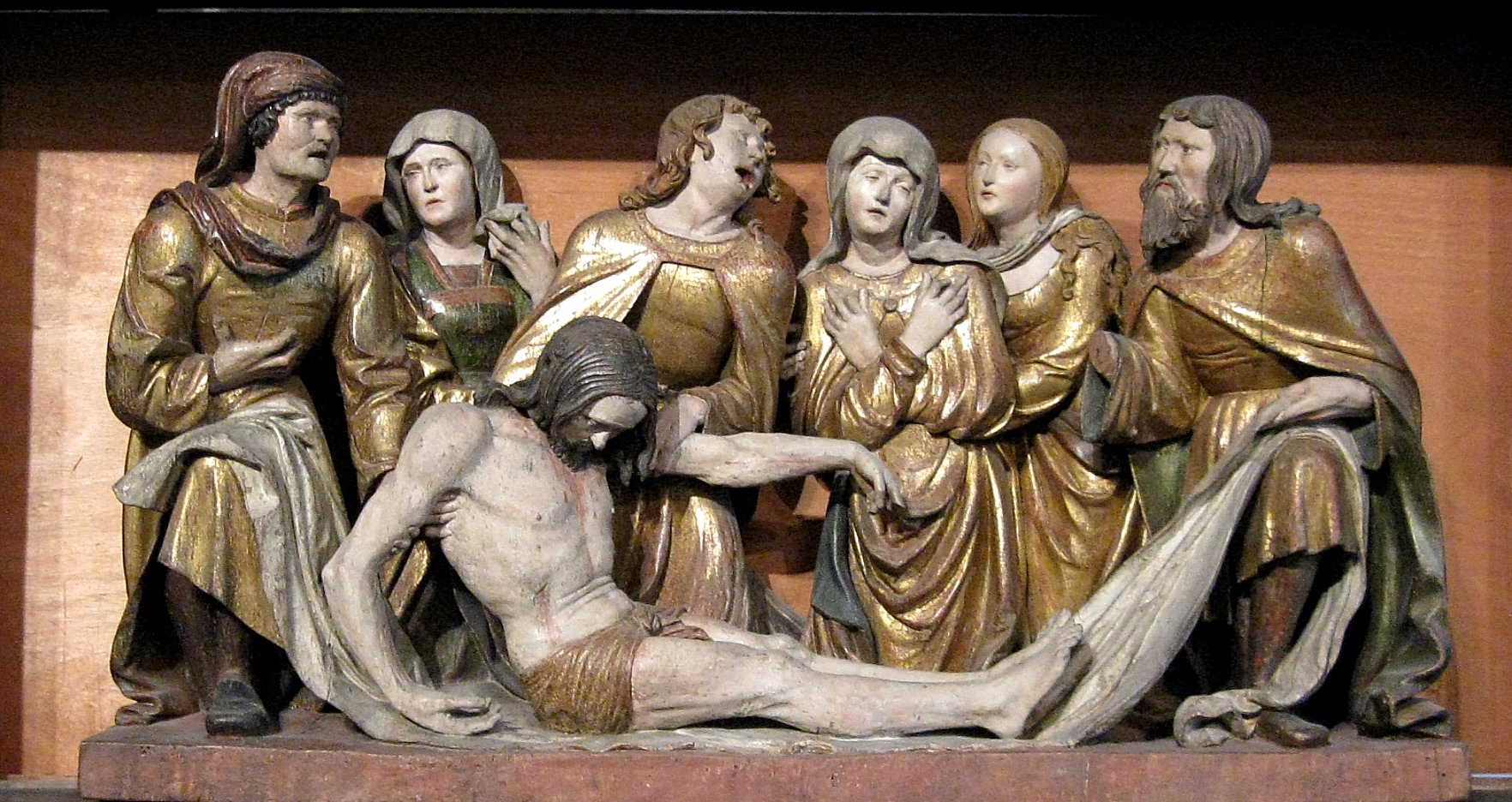
Oplakávání Krista, kolem 1520–25
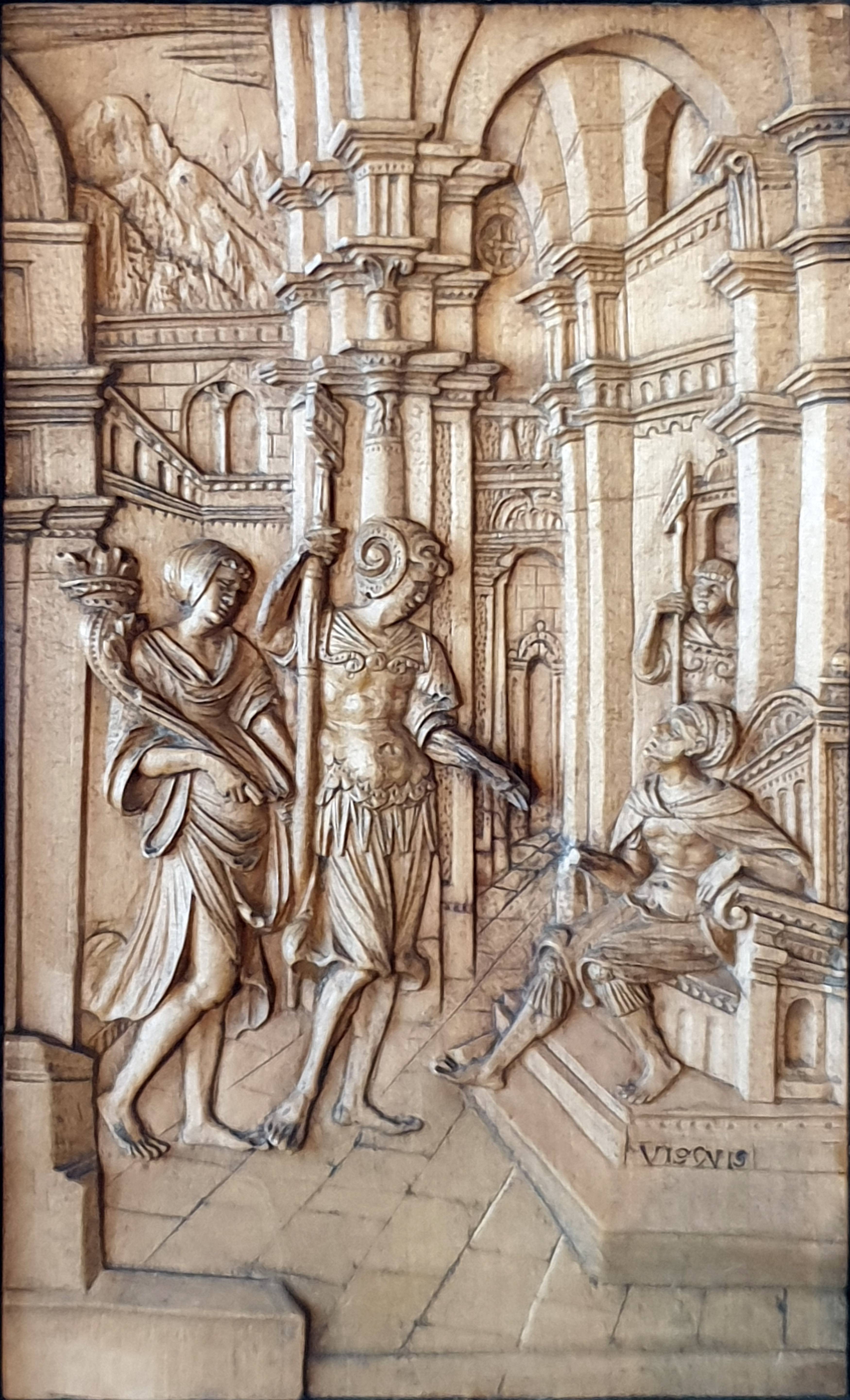
Jakob Fugger anagoria, 1525
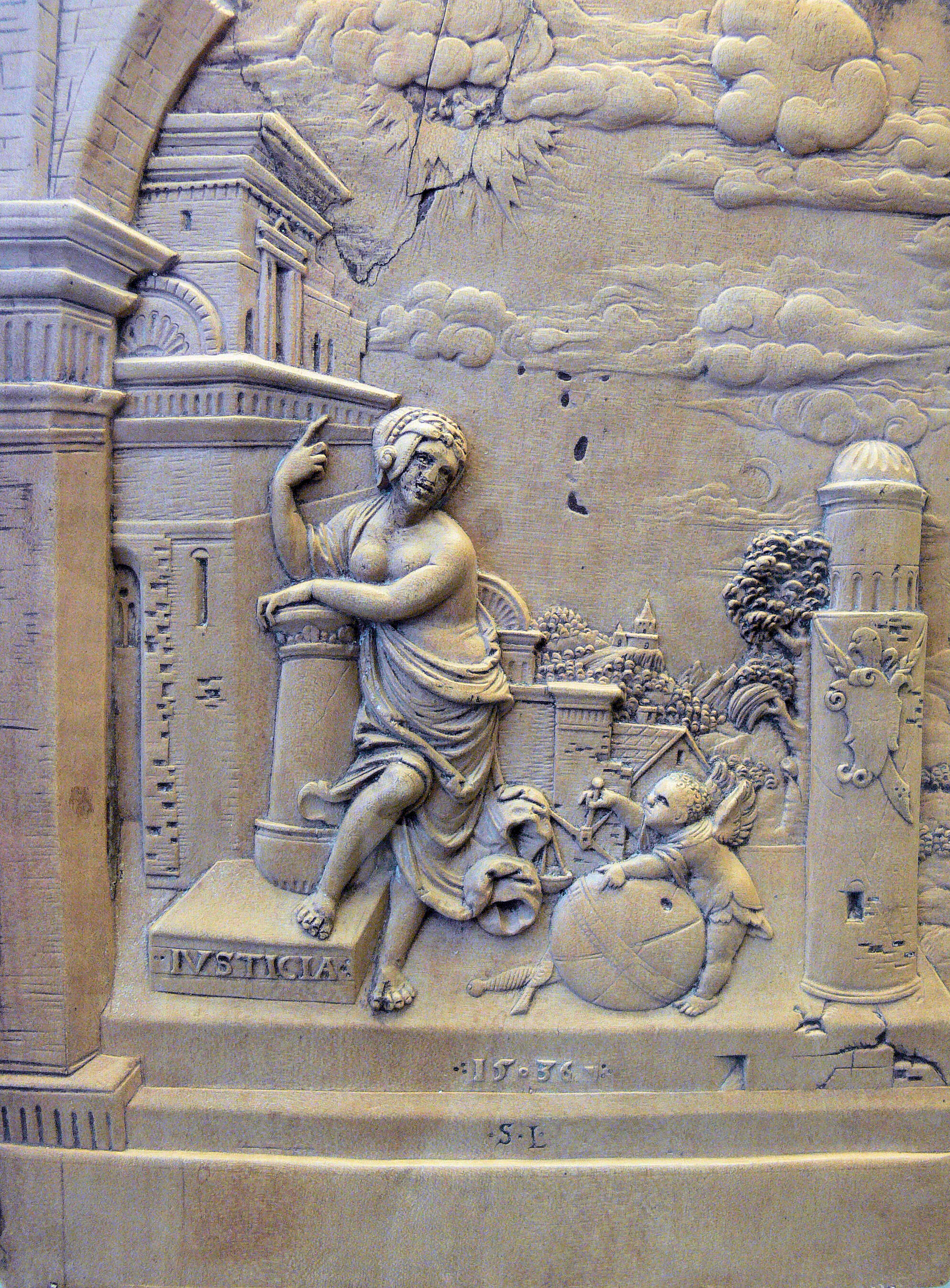
Alegorie Justice, 1536
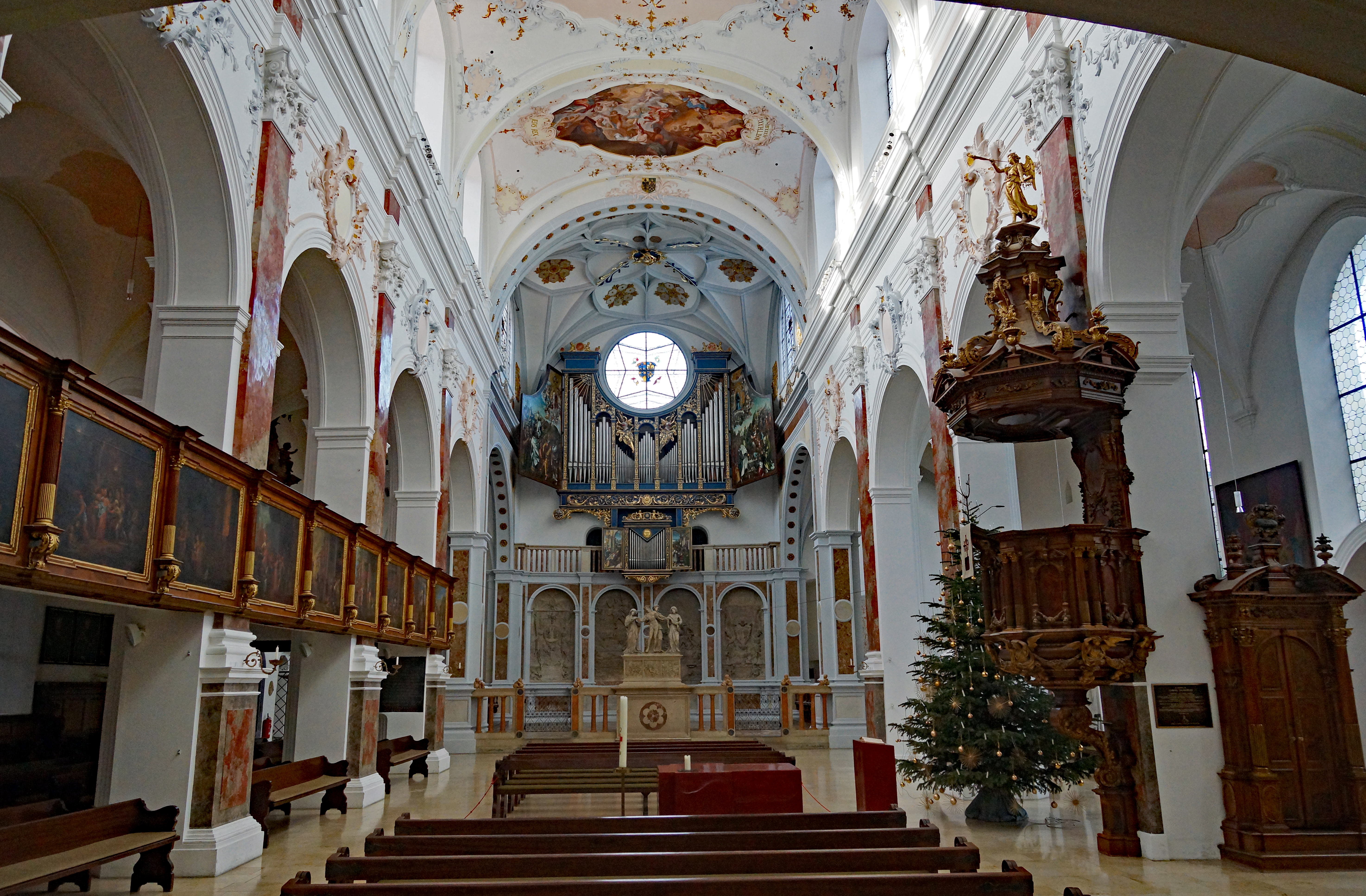
kaple Fuggerů, Augsburg